# Јулија Џима
Јулија Валентинова Џима (укр. Юлія Валентинівна Джима; Кијев 19. септембар 1990) је украјинска биатлонка, Олимпијска победница у женској штафети, сребрна медаља са Светског орвенства 2013., победница етапа Светског купа, трострука првакиња Европе у штафети.

## Биографија
Отац Валентин Џима бивши украјински биатлонац, учесник Зимских олимпијских игара 1994. у Лилехамеру.
За главну репрезентацију Украјине Џима је дебитовала у сезони 2011/12 на Светском купу у Оберхоу и у својој првој трци била је у стању да освији бодове, али је завршила на 34. месту. Њен први подијум у штафети био у Хохфилцен крајем 2012. године, а његов први појединачни подијум годину дана касније, такође у Хохфилцену друго место у потери. Учествовала је на |светском првенству у Рухполдингу. У завршној фази Светског првенства у Ханти-Мансијску, Џима је постигла најбољи резултат сезоне, завршивши на 17. у спринту.
Дана 21. фебруара 2014. године, када се у њеној земљи у Кијеву одвијају сукоби, Јулија Џима учествује на Зимским олимпијским играма у Сочију. Женска штафета Украјине освојила је златну медаљу са Витом Семеренко, Ваљ Семеренко и Оленом Пидрушном.
Од 2008. године оудира на Факултеу хуманистичких наука на Државном универзитету у Томску. Сматра се једном од биатлонки Украјине која највише обећава.

## Резултати

### Зимске олимпијске игре
| Такмичење                         | Појединачно | Спринт | Потера | Масовни старт | Штафета | Меш. штафета |
| Олимпијским играма 2014 Сочи      | 7.          | 42.    | —      | 23.           |         |              |
| Олимпијским играма 2018 Пјонгјанг | 20.         | -      | —      | -             | 11.     | 7.           |

### Светска првенства
| Такмичење                 | Појединачно | Спринт | Потера | Масовни старт | Штафета | Мешовита штафета |
| Светско 2012. Руполдинг   | —           | 39.    | 48.    | —             | —       | —                |
| Светско 2013. Нове Мјесто | 13.         | —      | —      | —             |         | 9.               |
| Светско 2015. Контиолахти | 38.         | —      | —      | —             | 6.      | 11.              |
| Светско 2016. Холменколен | 22.         | 31.    | 9.     | 25.           | 5.      | —                |
| Светско 2017. Хохфилцен   | 9.          | 22.    | 23.    | 6             |         | 5.               |

### Светски куп
- Најбољи укупни пласман : 8. на 2017.
- 3 подијума појединачко : 1 друго и 2 трећа места
- 13 подијума са штафетом : 3 прва, 6 других и 4 трећа места.

 Стање са 15. март 2018. 
| Година   | Генерални пласман | Спринт | Потера | Појединачно | Масовни старт |
| 2011/12. | 60.               | 48.    | {{ 68. | -           | -             |
| 2012/13. | 30.               | 21.    | 20.    | 38.         | 36.           |
| 2013/14. | 18.               | 29.    | 19.    | 16.         | 9.            |
| 2014/15. | 31.               | 34.    | 21.    | 15.         | 31.           |
| 2015/16. | 13.               | 15.    | 13.    | 17.         | 14.           |
| 2016/17. | 8.                | 13.    | 9.     | 8.          | 4.            |
| 2017/18. | 11.               | 12.    | 17.    |             | 19.           |